# Prix des auditeurs de la RTS
 (décembre 2021).
Si vous disposez d'ouvrages ou d'articles de référence ou si vous connaissez des sites web de qualité traitant du thème abordé ici, merci de compléter l'article en donnant les références utiles à sa vérifiabilité et en les liant à la section « Notes et références ».
Le prix des auditeurs de la RTS est un prix littéraire suisse créé en 1987.
Le jury du prix est constitué de vingt-cinq auditeurs de la Radio télévision suisse (RTS). Il distingue un livre d'un écrivain suisse ou résidant en suisse paru l'année précédant son attribution et est remis au cours du salon international du livre et de la presse de Genève. Son nom a évolué avec celui de la radio dont il émane, anciennement la RSR et dès 2011 la Radio télévision suisse (RTS). Il est aussi référencé sous le nom Prix du public de la RTS ou Prix du public RTS.

## Lauréats
- 1987 : Étienne Barilier pour Le dixième ciel, Julliard/L'Âge d'Homme, 1986  (ISBN 9782260004820)
- 1988 : Beat Sterchi pour La Vache, (Traduction de Gilbert Musy), Zoé, 1987
- 1989 : Gisèle Ansorge pour Prendre d'aimer, Bernard Campiche éditeur, 1988
- 1990 : Jacques-Michel Pittier pour Les forçats, Le castor astral, 1989
- 1991 : Michel Buenzod pour La fabrique du corps, Éditions de la Longue-Vue, 1990  (ISBN 9782881080531)
- 1992 : François Conod pour Janus aux quatre fronts, Bernard Campiche éditeur, 1991
- 1993 : Yvette Z'Graggen pour La punta, Zoé, 1992
- 1994 : Anne Cuneo pour Le trajet d'une rivière, Bernard Campiche éditeur, 1993
- 1995 : Markus Werner pour À bientôt, (Traduction de Colette Kowalski), Gallimard, 1994
- 1996 : Claude Delarue pour La faiblesse de Dieu, Seuil, 1995  (ISBN 9782020257961)
- 1997 : Gilbert Salem pour À la place du mort, Bernard Campiche éditeur, 1996  (ISBN 9782882410719)
- 1998 : Sylviane Roche pour Le temps des cerises, Bernard Campiche éditeur, 1997  (ISBN 9782882410771)
- 1999 : Jacques-Étienne Bovard pour Les Beaux Sentiments, Bernard Campiche éditeur, 1998  (ISBN 9782882410856)
- 2000 : Oscar Peer pour Coupe sombre, Zoé, 2000  (ISBN 9782881823619)
- 2001 : Nicolas Couchepin pour Le sel, Zoé, 2000  (ISBN 9782881824173)
- 2002 : Urs Widmer pour L'homme que ma mère a aimé, (Traduction de Bernard Lortholary), Gallimard, 2003
- 2003 : Peter Stamm pour Paysages aléatoires, (Traduction de Nicole Roethel), Christian Bourgois, 2002
- 2004 : Michel Layaz pour Les larmes de ma mère, Zoé, 2003  (ISBN 2757800817)
- 2005 : Richard Emanuel Weihe pour Mer d'encre (Traduction de Johannes Honigmann), éditions Jacqueline Chambon, 2004  (ISBN 9782877112703)
- 2006 : Jean-Luc Benoziglio pour Louis Capet, suite et fin, Seuil, 2005
- 2007 : Metin Arditi pour L'Imprévisible, Actes sud, 2006
- 2008 : Eugène pour La Vallée de la Jeunesse, La Joie de Lire, 2007  (ISBN 9782882584052)
- 2009 : Alain Claude Sulzer pour Un garçon parfait, éditions Jacqueline Chambon, 2008  (ISBN 2742774009)
- 2010 : Antonio Albanese pour La chute de l'homme, L'Âge d'Homme, 2009
- 2011 : Éric Masserey, pour Le Retour aux Indes, Bernard Campiche éditeur, 2010
- 2012 : Nicolas Verdan, pour Le Patient du docteur Hirschfeld, Bernard Campiche éditeur, 2011
- 2013 : Alex Capus, pour Léon et Louise, Actes Sud, 2012
- 2014 : Roland Buti, pour Le milieu de l'horizon, Zoé, 2013
- 2015 : Marie Perny, pour Les Radieux, L’Aire, 2014
- 2016 : Anne-Claire Decorvet, pour Un lieu sans raison, Bernard Campiche, 2015
- 2017 : Silvia Härri, pour Je suis mort un soir d'été, Bernard Campiche éditeur, 2016
- 2018 : Alexandre Voisard, pour Notre-Dame des égarées, Éditions Zoé, 2017[2]
- 2019 : Mathias Howald, pour Hériter du silence, Éditions dʹAutre Part, 2018[3]
- 2020 : Pascal Janovjak, pour Le Zoo de Rome, Actes Sud, 2019[4]
- 2021 : Joseph Incardona, pour La soustraction des possibles, Éditions Finitude, 2020[5]
- 2022 : Fabio Andina, pour Jours à Leontica, Éditions Zoé[6]
- 2023 : Mélanie Richoz, pour Nani, Éditions Slatkine